# Suffeet
Suffeet (in het Punisch ŠPṬM wat in feite rechter betekent) is de moderne weergave van de titel van de hoogste magistraten in Fenicische en Punische steden in de Oudheid, met name in Tyrus en Carthago. De titel werd doorgaans in het Grieks met βασιλεύς, in het Latijn met rex of suffes weergegeven. Zij werden in de loop van de 6e eeuw v.Chr. aangesteld ter vervanging van de te autocratisch wordende koningen van Carthago.
In Carthago werden in de volksvergadering ieder jaar twee eponieme suffeten verkozen, die de bevoegdheid hadden de volksvergadering en de raad van ouderen bijeen te roepen en voor te zitten. Ook spraken zij recht. Voor het overige is er over de bevoegdheden van de suffeten in de verschillende steden weinig met zekerheid bekend.